# 小行星4350
小行星4350（英語：4350 Shibecha）是一颗围绕太阳公转的小行星。1989年10月26日，上田清二、金田宏在钏路市发现了此天体。
这颗小行星的绝对星等为109.80738等。